# Gustac (Lavsa)
Gustac je nenaseljeni otočić u hrvatskom dijelu Jadranskog mora.
Njegova površina iznosi 0,293 km². Dužina obalne crte iznosi 2,24 km.

## Vanjske poveznice
|  | Zajednički poslužitelj ima još gradiva o temi Gustac (Lavsa) |